# Washburn Guitars

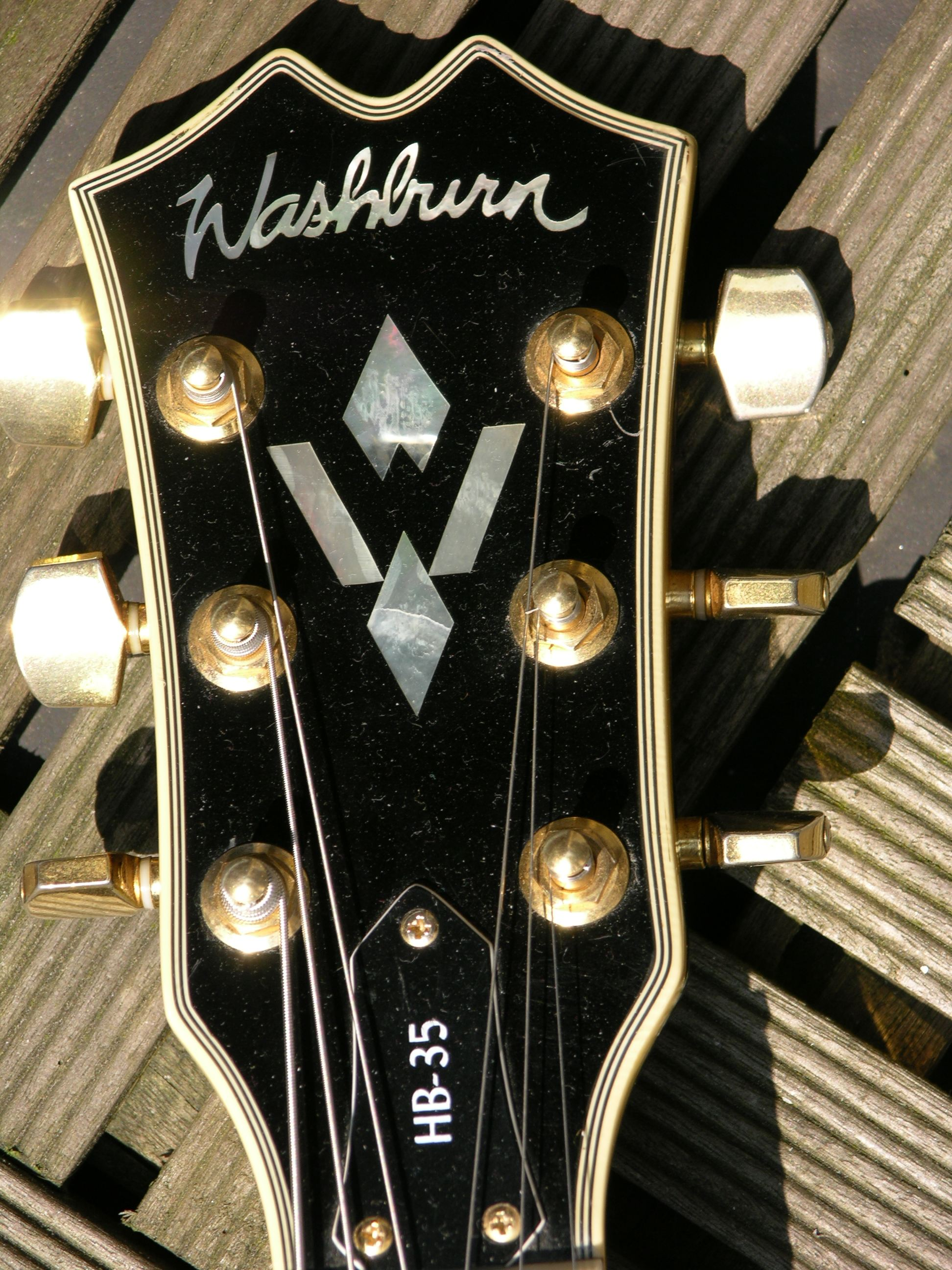
Washburn modelo HB35.

A Washburn Guitars é uma marca estadunidense de instrumentos musicais e acessórios, notável pela fabricação de guitarras e baixos de ótima qualidade. A empresa foi fundada por George Washburn em 1883 em Chicago.  É uma divisão da U.S Music Corporation.
Alguns guitarristas que utilizaram Washburn foram Paul Stanley (Kiss), Mike Martin (All That Remains), Scott Ian (Anthrax), Dan Donegan (Disturbed), Joe Trohman (Fall Out Boy), Greg Tribbett (Mudvayne, Hellyeah), Evan Seinfeld (Biohazard) Nuno Bettencourt (Extreme), Dimebag Darrell (Pantera), Dave Mustaine (Megadeth) entre outros.

## História
Iniciaram a produção de instrumentos artesanais em 1883 em Chicago, como uma divisão do Instrumento de Corda fabricante de Lyon & Healy.  Lyon & Healy vendia partituras, órgãos de igreja, e instrumentos musicais menores desde 1864. Eventualmente, a empresa começou a fabricar uma grande variedade de instrumentos musicais. Washburn (guitarras, bandolins, banjos, cítaras e) se tornam linha premier da empresa de instrumentos de cordas dedilhadas. O nome "Washburn" origina-se do nome do meio de George Washburn Lyon, um dos fundadores do Lyon & Healy. 
Em 1912 Washburn introduziu a guitarra Jumbo Lakeside que é considerada a primeira guitarra de tamanho dreadnought.  É a ponte entre menores guitarras com carroçaria de salão do século XIX e início do século XX e moderna "dreadnought day" e violões jumbo. Washburn oferece atualmente uma reedição desse modelo como o LSJ749.
Na década de 1980  Washburn introduziu a Série Festival de Acústica / Guitarras elétricas. Eles eram mais finas do que guitarras acústicas padrão, reduzindo assim a susceptibilidade ao feedback que os projetos acústico / elétrico anteriores eram notórios. A adição de faixas de som patenteada reduziu ainda mais a possibilidade de feedback e as guitarras rapidamente se tornou um ícone no palco acústico para artistas como Jimmy Page, George Harrison e Bob Dylan. No início de 1990 quando a MTV apresentou sua série Unplugged, dificilmente um show passou sem ver uma guitarra Series Festivalda da marca. O projeto também emprestou-se bem para baixo acústico e não demorou muito para que quase todos os baixista da época tivessem um.
Washburn faz guitarras, violões, baixos elétricos, baixos acústicos, banjos, bandolins, guitarras de viagem, cavaquinhos e amplificadores. A empresa também faz acessórios, incluindo cases de guitarra, e outras peças como sintonizadores, pick ups, e correias. Washburn é conhecido principalmente por suas guitarras elétricas e violões acústicos. 

## Ligações Externas
- «Site Oficial.» (em inglês)
- «História da Washburn.» (em inglês)